# Fimbulwinter
Fimbulwinter je bio norveški black metal-sastav. 

## O sastavu
Sastav su 1992. osnovali Hugh "Skoll" Mingay i Stian Tomt "Shagrath" Thoresen. Dobio je ime po Fimbulvetru, duge zime prije Ragnaroka iz nordijske mitologije. Godine 1992. objavljen je demoalbum Rehearsal Demo. Godine 1994. objavljen je prvi i jedini studijski album sastava Servants of Sorcery, nakon čega se sastav raspao. Danas je Shagrath pjevač sastava Dimmu Borgir, a Skoll je basist sastava Arcturus.

## Diskografija
Studijski albumi
- Servants of Sorcery (1994.)

Demoalbumi
- Rehearsal Demo (1992.)